# محوطه دوکوهه
محوطه دوکوهه مربوط به دوره ساسانیان است و در شهرستان خوسف، روستای دوکوهه واقع شده و این اثر در تاریخ ۲۳ شهریور ۱۳۸۲ با شمارهٔ ثبت ۱۰۱۸۴ به‌عنوان یکی از آثار ملی ایران به ثبت رسیده است.